# Castell de Rubinat
El castell de Rubinat és un edifici del poble de Rubinat, al municipi de Ribera d'Ondara (Segarra) declarat bé cultural d'interès nacional.

## Descripció
Situat a la part alta del poble de Rubinat encara es conserven algunes parets exteriors d'aquest castell, les més visibles al costat nord-est. Es tracta d'un tram de paret vertical d'uns 4 metres d'altura màxima, realitzat amb un aparell de carreus no molt grans, que tenen tendència a formar filades, de mida més ampla a la part baixa i més estreta a la més alta. Les pedres estan lligades amb morter, apreciable en el tall del mur exterior que ha caigut. Les restes conservades poden correspondre a la base de l'edifici principal o a la muralla de tancament d'aquest recinte.

## Història
Els orígens del castell s'han de situar a la segona meitat del segle ix, moment en què va ser reconquerit el territori dels voltants de Cervera i repoblada la zona. L'any 1059, els comtes de Barcelona, Ramon Berenguer i la seva esposa, van fer donació del puig de Vilagrassa. Els Òdena van ser els primers senyors del castell de Rubinat i el seu poder durà fins al segle xiii. A finals del segle xii i principis del XIV, els Cearcí van vendre Rubinat a Santa de Poblet, però va durar molt pocs anys. A mitjans del segle xv els Aimeric, apareixen com a senyors de Rubinat. Acabada la guerra civil amb Joan II, aquest mateix premià la fidelitat de Joan Aimeric amb la creació de la baronia de Rubinat. A finals del segle xvi, els Aimeric es van emparentar amb els Erill i Recasents. Els comtes d'Erill van tenir en propietat aquest indret fins al segle xix. És un castell termenat documentat el 1076.